# Melinopterus dellacasai
Melinopterus dellacasai är en skalbaggsart som beskrevs av Avila 1986. Melinopterus dellacasai ingår i släktet Melinopterus och familjen Aphodiidae. Inga underarter finns listade i Catalogue of Life.